# 海南束腰蟹
海南束腰蟹（学名：Somanniathelphusa hainanensis）为束腹蟹科束腰蟹属的动物。在中国大陆，分布于海南岛等地，主要栖息于水田、沟渠泥洞中。
其种加词“hainanensis”意为“海南的”。